# Bucorvus leadbeateri
El cálao terrestre sureño (Bucorvus leadbeateri) es una especie de ave bucerotiformes de la familia Bucorvidae propia del África subsahariana (desde Kenia y Tanzania hasta Angola y hacia el sur hasta Sudáfrica), de la cual no se reconocen subespecies.

## Características

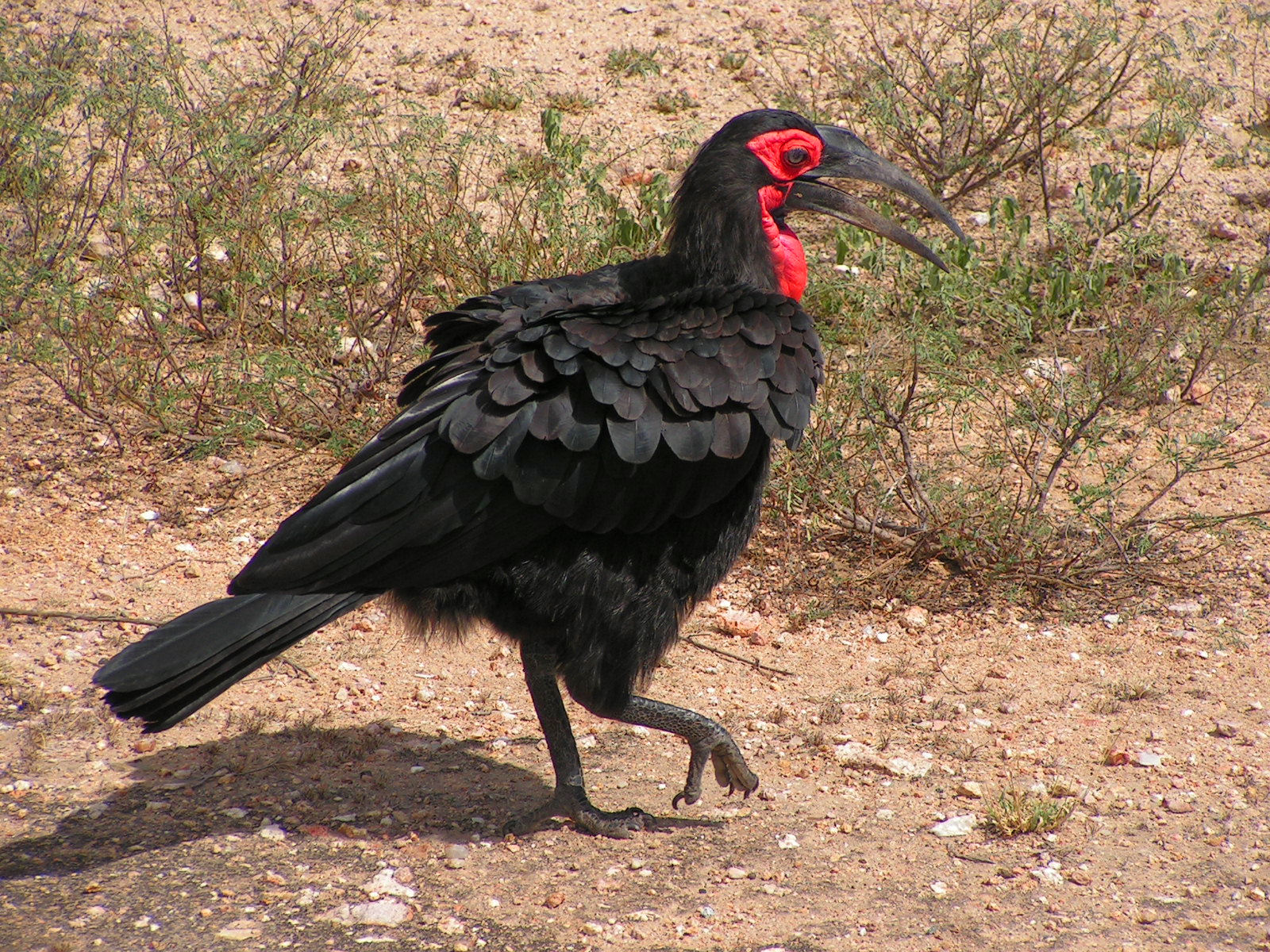

De un metro de longitud, posee un pico de 38-50 cm. Vive en pequeños grupos familiares compuestos por un macho y una hembra con sus crías que, al crecer, abandonan a sus padres.